# Дідилівський район
Дідилівський район — колишній район Львівської області із центром у селі Дідилові (тепер – Львівський район). Рішення про утворення Дідилівського району було прийнято 10 січня 1940 року на засіданні політбюро ЦК КП(б)У.
У вересні 1944 року після перенесення районного центру з Дідилова у Новий Милятин район названо Новомилятинським.